# V466 Большой Медведицы
V466 Большой Медведицы (лат. V466 Ursae Majoris) — двойная затменная переменная звезда типа W Большой Медведицы (EW) в созвездии Большой Медведицы на расстоянии приблизительно 1650 световых лет (около 506 парсеков) от Солнца. Видимая звёздная величина звезды — от +12,09m до +11,78m. Орбитальный период — около 0,3971 суток (9,5308 часов).